# Mfon Udoka
Mfon Sunday Udoka (Portland, 16 giugno 1976) è un'ex cestista e allenatrice di pallacanestro statunitense naturalizzata nigeriana, professionista nella WNBA.
È la sorella di Ime Udoka.

## Carriera
Con la Nigeria ha disputato i Giochi olimpici di Atene 2004, i Campionati mondiali del 2006 e tre edizioni dei Campionati africani (2005, 2007, 2009).